# Cừu Pelibuey

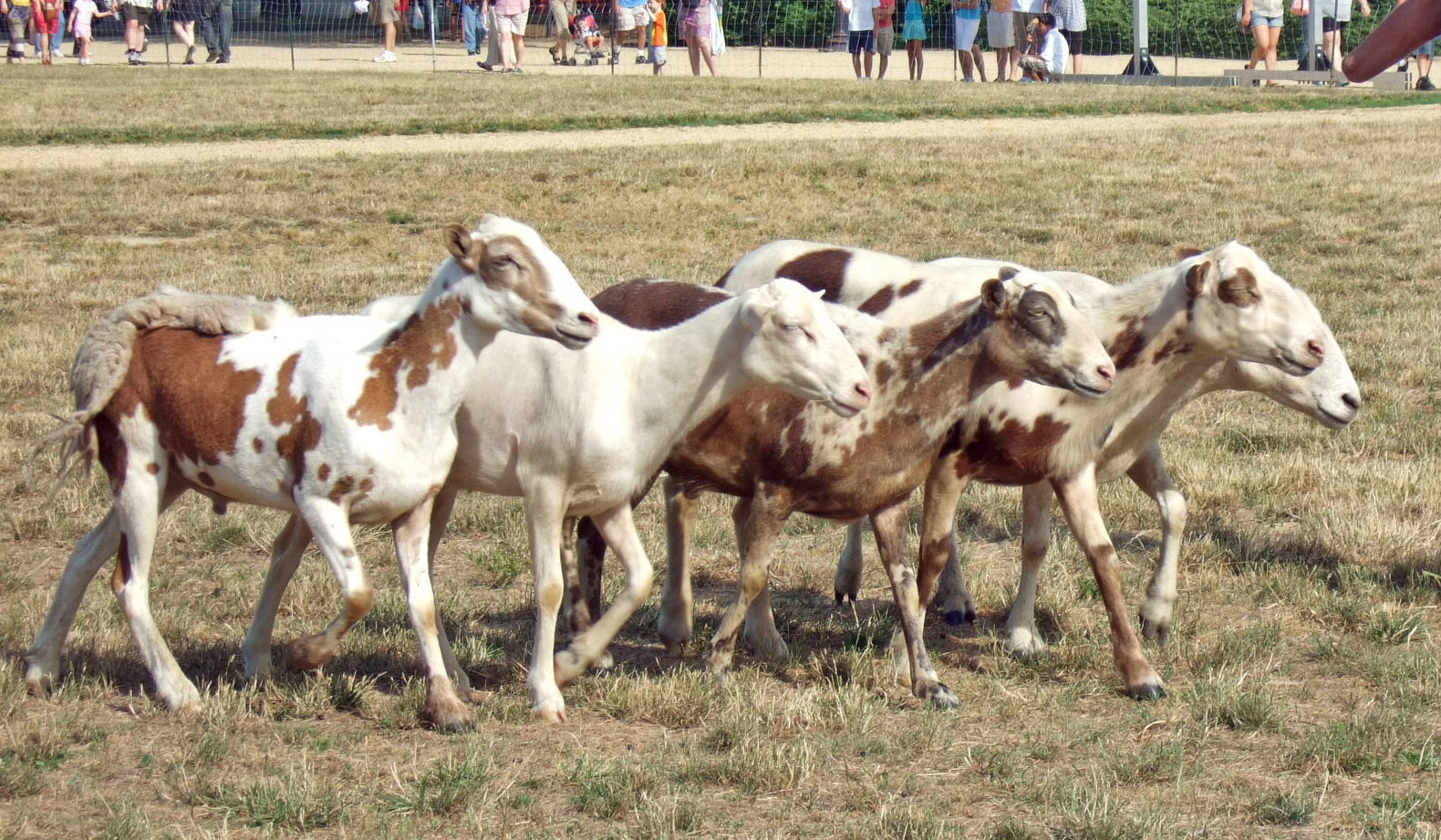
Một đàn cừu Pelibuey

Cừu Pelibuey (hay còn được gọi là cừu Cubano Rojo hay cừu Caribbean) là một giống cừu được chăn nuôi trong vùng biển Caribbe, Mexico và Nam Mỹ. Các con cừu Pelibuey là một giống cừu lông ngắn, có nghĩa là chúng không thường mọc len. Sự thích nghi này làm cho chúng đặc biệt hữu ích cho các môi trường nhiệt đới nơi cừu có bộ lông len nặng nề không phát triển mạnh. Giống cừu này được cho là có nguồn gốc ở châu Phi, đặc biệt là từ các con cừu lùn Tây Phi. Giống cừu này chủ yếu được nuôi để lấy thịt cừu.

## Đặc điểm chung
Trán chúng phẳng, xương mũi lồi ra, chúng có hố nước mắt, mõm của chúng mỏng, môi hoạt động, răng cửa sắc, nhờ đó chúng có thể gặm được cỏ mọc thấp và bứt được những lá thân cây mềm mại, hợp khẩu vị trên cao để ăn. Chúng có thói quen đi kiếm ăn theo bầy đàn, tạo thành nhóm lớn trên đồng cỏ. Trong da chúng có nhiều tuyến mồ hôi và tuyến mỡ hơn dê. Bởi thế chúng bài tiết mồ hôi nhiều hơn và các cơ quan hô hấp tham gia tích cực hơn vào quá trình điều tiết nhiệt. Mô mỡ dưới da của chúng phát triển tốt hơn dê và ngược lại ở các cơ bên trong của chúng có ít tích lũy mỡ hơn dê. Chính vì vậy, thịt chúng nhiều nạc hơn thịt dê. Không khác nhau về tỷ lệ thịt xẻ và thịt tinh về khối lượng giết mổ, tỷ lệ thịt xẻ và thịt tinh của giống cừu lai (cừu Pelibuey Mexico x cừu Rambouillet), (cừu Pelibuey Mexico x cừu Suffolk). 

## Chăn nuôi
Chúng có tính bầy đàn cao nên dễ quản lý, chúng thường đi kiếm ăn theo đàn nên việc chăm sóc và quản lý rất thuận lợi. Chúng cũng là loài dễ nuôi, mau lớn, ít tốn công chăm sóc. So với chăn nuôi bò thì chúng là vật nuôi dễ tính hơn, thức ăn của chúng rất đa dạng, thức ăn của chúng là những loại không cạnh tranh với lương thực của người. Chúng là động vật có vú ăn rất nhiều cỏ. Hầu hết chúng gặm cỏ và ăn các loại cỏ khô khác, tránh các phần thực vật có gỗ nhiều. Chúng có chế độ hoạt động ban ngày, ăn từ sáng đến tối, thỉnh thoảng dừng lại để nghỉ ngơi và nhai lại. Đồng cỏ lý tưởng cho chúng như cỏ và cây họ Đậu. Khác với thức ăn gia súc, thức ăn chính của chúng trong mùa đông là cỏ khô.
Chúng là loài ăn tạp, có thể ăn được nhiều loại thức ăn bao gồm thức ăn thô xanh các loại như: rơm cỏ tươi, khô, rau, củ quả bầu bí các loại, phế phụ phẩm công nông nghiệp và các loại thức ăn tinh bổ sung như cám gạo ngũ cốc. Mỗi ngày chúng có thể ăn được một lượng thức ăn 15-20% thể trọng. Chúng cần một lượng thức ăn tính theo vật chất khô bằng 3,5% thể trọng. Với nhu cầu 65% vật chất khô từ thức ăn thô xanh (0,91 kg) và 35% vật chất khô từ thức ăn tinh (0,49 kg). Khi cho chúng ăn loại thức ăn thô xanh chứa 20% vật chất khô và thức ăn tinh chứa 90% vật chất khô. Khẩu phần có hiệu quả nhất là khẩu phần có 25% keo dậu, tăng khối lượng trung bình hàng ngày của cừu đạt cao nhất 358,24 g/ngày.
Nguồn nước uống là nhu cầu cơ bản của chúng. Lượng nước cần cho chúng biến động theo mùa và loại và chất lượng thực phẩm mà chúng tiêu thụ. Khi chúng ăn nhiều trong các tháng đầu tiên và có mưa (kể cả sương, khi chúng ăn vào sáng sớm), chúng cần ít nước hơn. Khi chúng ăn nhiều cỏ khô thì chúng cần nhiều nước. Chúng cũng cần uống nước sạch, và có thể không uống nếu nước có tảo hoặc chất cặn. Trong một số khẩu phần ăn của chúng cũng bao gồm các khoáng chất, hoặc trộn với lượng ít.
Tốc độ phát triển của thịt và mỡ ở cừu cho ăn thức ăn tinh lớn hơn ở cừu chăn thả (P < 0.001), tỷ lệ nạc/mỡ ở cừu chăn thả cao hơn ở cừu cho ăn thức ăn tinh, tuy nhiên vỗ béo cừu bằng chăn thả (chỉ ăn cỏ) làm giảm tốc độ phát triển của tất cả các mô so với vỗ béo cừu bằng thức ăn tinh nên cừu vỗ béo bằng cỏ nhẹ cân hơn lúc kết thúc. Thức ăn tinh có ảnh hưởng đáng kể đến sinh trưởng, tăng trọng cao hơn, khối lượng thịt xẻ cao hơn, tuy nhiên cừu đực vỗ béo bằng cỏ nhiều thịt nạc hơn cho thấy bổ sung thức ăn tinh đã ảnh hưởng đến sinh trưởng và năng suất của cừu, tuy nhiên chỉ chăn thả không không đủ cho sinh trưởng ở mức cao nhất, chăn thả cộng với bổ sung một lượng tối thiểu thức ăn protein sẽ làm tăng năng suất cừu và giảm chi phí sản xuất.
Cừu ăn khẩu phần bổ sung protein cao đã tăng lượng thức ăn ăn vào và khối lượng so với nhóm ăn khẩu phần bổ sung protein thấp. Như vậy trong điều kiện chăn thả, việc bổ sung protein sẽ làm tăng tăng trọng và tăng lượng chất khô thức ăn ăn vào. Tại các vùng có thức ăn dinh dưỡng kém, tiềm năng sinh trưởng của những giống cừu có khối lượng lớn hơn sẽ không có lợi thế so với các giống nhỏ con, các giống nhỏ con có thể phát triển bằng hoặc thậm chí tốt hơn so với các giống lớn. Cắt đuôi cừu để vỗ béo đã nâng cao khả năng tăng trọng và cải thiện chất lượng thịt cừu.
Thức ăn thô là thành phần chính của chế độ ăn cho cừu giai đoạn sinh trưởng, thành phần này là trên 75% ở mô hình nhỏ, riêng các mô hình vừa và lớn cung cấp thức ăn tinh và cỏ khô (hoặc thức ăn thô khác) trong chế độ ăn tự do. Một số người nuôi vỗ béo cừu đã bổ sung khoáng và thức ăn tinh, loại bỏ thức ăn thô ở giai đoạn cuối vỗ bé để tăng hiệu quả chuyển hoá thức ăn và tăng lợi nhuận. Tuy nhiên làm như vậy sẽ gia tăng đáng kể về vấn đề sức ở khỏe của cừu. vật chất khô ăn vào giảm đáng kể (P<0,001) ở cừu cho ăn khẩu phần có hàm lượng NDF thấp, để chất khô ăn vào cao cừu cần được cho ăn khẩu phần có nguồn carbonhydrate tiêu hoá chậm. 

## Chăm sóc
Sau khi cho phối giống 16-17 ngày mà không có biểu hiện động dục lại là có thể cừu đã có chửa, Căn cứ vào ngày phối giống để chuẩn bị đỡ đẻ cho cừu (thời gian mang thai của cừu 146-150 ngày) nhằm hạn chế cừu sơ sinh bị chết; Có thể bồi dưỡng thêm thức ăn tinh và rau cỏ non cho cừu có chửa nhưng tuyệt đối tránh thức ăn hôi mốc; Khi có dấu hiệu sắp đẻ (bầu vú căng, xuống sữa, sụt mông, âm hộ sưng to, dịch nhờn chảy ra, cào bới sàn…) nên nhốt ở chuồng riêng có lót ổ rơm và chăn dắt gần, tránh đồi dốc.
Thông thường cừu mẹ nằm đẻ nhưng cũng có trường hợp đứng đẻ, tốt nhất nên chuẩn bị đỡ đẻ cho cừu; Sau khi đẻ cừu mẹ tự liếm cho con. Tuy nhiên, vẫn phải lấy khăn sạch lau khô cho cừu con, nhất là ở miệng và mũi cho cừu con dễ thở. Lấy chỉ sạch buộc cuống rốn (cách rốn 4–5 cm), cắt cuống rốn cho cừu con và dùng cồn Iod để sát trùng; Giúp cừu con sơ sinh đứng dậy bú sữa đầu càng sớm càng tốt (vì trong sữa đầu có nhiều kháng thể tự nhiên); Đẻ xong cho cừu mẹ uống nước thoải mái (có pha đường 1% hoặc muối 0.5%).
Cừu con trong 10 ngày đầu sau khi đẻ cừu con bú sữa mẹ tự do; Từ 11-21 ngày tuổi cừu con bú mẹ 3 lần/ngày, nên tập cho cừu con ăn thêm thức ăn tinh và cỏ non, ngon; 80-90 ngày tuổi có thể cai sữa. Giai đoạn này phải có cỏ tươi non, ngon cho cừu con để kích thích bộ máy tiêu hóa phát triển (đặc biệt là dạ cỏ) và bù đắp lượng dinh dưỡng thiếu hụt do sữa mẹ cung cấp không đủ; Cừu sinh trưởng và phát triển nhanh, mạnh ở giai đoạn này. Khối lượng sơ sinh bị ảnh hưởng mạnh mẽ của cừu mẹ, điều kiện ăn, mùa sinh và hệ thống sản xuất khối lượng sơ sinh của cừu con chịu ảnh hưởng rất nhiều bởi cừu mẹ và tương tác giữa cừu mẹ với mùa vụ.
Tốc độ tăng trưởng của những con cừu con, đặc biệt là trong giai đoạn đầu của sự phát triển, bị ảnh hưởng mạnh mẽ bởi sản lượng sữa của cừu mẹ hay dinh dưỡng từ mẹ, sự sẵn có của nguồn thức ăn cả về số lượng và chất lượng. Trên giống cừu Caribbean tăng cân trung bình hàng ngày và khối lượng cai sữa bị ảnh hưởng đáng kể bởi khả năng làm mẹ của cừu mẹ, số lượng thức ăn mà cừu ăn vào lúc đang chửa ảnh hưởng đến khối lượng con sơ sinh của cừu con. khối lượng sơ sinh càng lớn thì cừu con càng có nhiều cơ hội sống hơn. 